# Particule d'attaque supramoléculaire

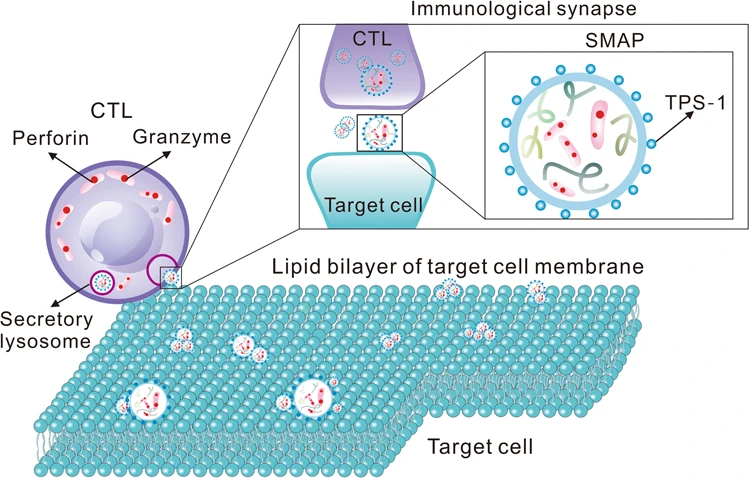
Les substances cytotoxiques des lymphocytes T cytotoxiques, de la perforine et du granzyme, se sont assemblées en particules d'attaque supramoléculaires qui sont libérées et y sont restées après le détachement des lymphocytes T cytotoxiques. Les particules, d'environ 120 nm de diamètre, ont une coque dense qui comprend du TSP-1 et un noyau de perforine, de granzymes et d'autres protéines cytotoxiques.

La particule d'attaque supramoléculaire  (supramolecular attack particle ou SMAP), découverte en 2020, est un mécanisme utilisé par les lymphocytes T CD8+ pour exercer leur action cytotoxique.
Le lymphocyte NK utilise aussi ce mécanisme pour exercer son action cytotoxique.
La particule mesure environ 120 nm et le lymphocyte T CD8+ en libère environ une trentaine dans la jonction entre le cellule tueuse et la cellule cible. L'enveloppe de cette particule est riche en  thrombospondine 1. Après libération, le TCD8 se détache de la cellule cible et la particule peut rester plus de 20 minutes attachée à la membrane lipidique de la cellule cible.
Cette particule contient de la perforine, du granzyme et plus de 285 protéines différentes dont de nombreux facteurs de régulation immunitaire susceptibles de réguler l’immunité dans le microenvironnement tumoral. La protéine clé TSP-1 possède un site de liaison pour le signal CD47 « ne me mange pas » aux cellules myéloïdes, de sorte que toute cellule ne se liant pas la particule puisse être phagocytée.